# Клінічний провулок (Київ)
Кліні́чний прову́лок — провулок у Солом'янському районі м. Києва, місцевість Олександрівська слобідка. Пролягає від Клінічної вулиці до кінця забудови (яр).

## Історія
Провулок виник у 2-й половині 20-х років ХХ століття. В ті роки згадувався як Пономарівський або Семенівський. Сучасна назва — з 1938 року.
У 1950-ті роки незабудована частина провулку між Семенівською та Городньою вулицями набула назву 2-й Клінічний провулок, з 1955 року — Таллінська (Талінська) вулиця, вулиця ліквідована 1977 року в зв'язку з переплануванням місцевості.